# Rettegés Arkhamban
A Rettegés Arkhamban egy "ameri" jellegű kooperatív társasjáték, melyet 1987-ben adtak ki először és eddig összesen 3 kiadást, valamint rengeteg változatot, kiegészítőt ért meg. A játék H. P. Lovecraft világára épül, melyben a játékosok az 1920-as évek különféle jellegzetes alakjainak bőrébe bújva kezdenek nyomozni az Arkham városában történt misztikus esetekben. A gondok forrása Cthulhu és a többi mérhetetlen vén, illetve ügynökeinek tevékenysége, céljuk, hogy mestereik áttörhessenek és leigázhassák a mi síkunkat.
A második kiadástól kezdve a társasjáték és a családhoz tartozó többi játék is a Fantasy Flight Games kiadó gondozásában jelent meg.

## Kiadások

### Rettegés Arkhamban társasjáték (2005)

#### A kiadó leírása
Az Arkham Horror társasjáték során a játékosok az 1920-as évek különféle alakjainak (gengszterek, egyetemi professzorok, tolvajok, rendőrök, hivatalnokok és még néhány) bőrébe bújva kezdenek nyomozni az Arkham városában történt furcsa esetek után. Minden szereplőnek más képességei vannak, amiket más-más helyzetekben használhat hatékonyan. A játék folyamán szereplőink a legkülönfélébb misztikus lényekkel, szörnyekkel találkoznak, és azon igyekeznek, hogy a várost elözönleni készülő gonoszt legyőzzék.
| Játékosszám          | 1-8 játékos          |
| Ajánlott játékosszám | 4-en a legjobb (2-5) |
| Játékidő             | 2-4 óra              |
| Ajánlott életkor     | 14+ évestől          |
| Nyelvfüggőség        | Nyelvfüggő           |
| Komplexitás          | Összetett            |

A Rettegés Arkhamban összetett társasjáték 1-8 játékos részére, az átlagos játékidő hosszú, akár 2-4 óra is lehet. Bonyolultsága miatt csak 14 éves kortól ajánlott. Kooperatív jellegű, a játékmenet erősen épít a váltakozó képességek, a szerepjátszás, a paklitervezés, a kockadobás és a pontról pontra mozgás mechanizmusokra.
A játékot 2006-ban jelölték a Golden Geek Awards díjára Legjobb gémer játék kategóriában.

### Rettegés Arkhamban 3. kiadás (2018)

#### A kiadó leírása
Massachusetts. 1926. Arkham városa már túlságosan régóta éli életét a tudatlanság szelíd szigetén, a végtelenség éjfekete tengerében. Mindössze egy maroknyi peches nyomozó merészel alámerülni a mélységekbe, hogy harcba szálljon az ősi gonosszal, amely minden irányból fenyegeti a valóságot ebben a New England-i városkában.
A Rettegés Arkhamban a rejtélyek és borzalmak kooperatív játéka legfeljebb hat játékos számára. Minden különálló forgatókönyvben, melyeket H. P. Lovecraft írásai inspiráltak, a játékosok Arkham egy-egy nyomozójának szerepét öltik magukra, és a város utcáin kutatva, együttes erővel azon fáradoznak, hogy megmentsék az emberiséget a felfoghatatlan szörnyűségektől.
| Játékosszám          | 1-6 játékos          |
| Ajánlott játékosszám | 3-en a legjobb (2-4) |
| Játékidő             | 2-3 óra              |
| Ajánlott életkor     | 14+ évestől          |
| Nyelvfüggőség        | Nyelvfüggő           |
| Komplexitás          | Összetett            |

A Rettegés Arkhamban 3. kiadása összetett társasjáték 1-6 játékos részére, az átlagos játékidő hosszú, akár 2-3 óra is lehet. Bonyolultsága miatt csak 14 éves kortól ajánlott. Kooperatív jellegű, a játékmenet erősen épít a moduláris tábla, a váltakozó képességek, a kockadobás, a pontról pontra mozgás és a státuszellenőrzés mechanizmusokra.
A játékot 2018-ban jelölték a Golden Geek Awards díjára Legjobb kooperatív játék kategóriában, illetve szintén ebben az évben jelölték a Golden Geek Awards díjára is Legjobb tematikus játék kategóriában.